# راي دينز
راي دينز (بالإنجليزية: Ray Deans)‏ هو لاعب كرة قدم بريطاني، ولد في 24 يناير 1966 في لانارك ‏ في المملكة المتحدة. لعب مع نادي دونكاستر روفرز.